# Nationaal park The Broads
Nationaal park The Broads (Engels: The Broads National Park) is een nationaal park in het oosten van Engeland. Het park werd opgericht in 1989, is ongeveer 303 vierkante kilometer groot en ligt in de graafschappen Norfolk en Suffolk. Het landschap bestaat uit waterwegen, moerassen, kanalen en laagland. 

## Afbeeldingen

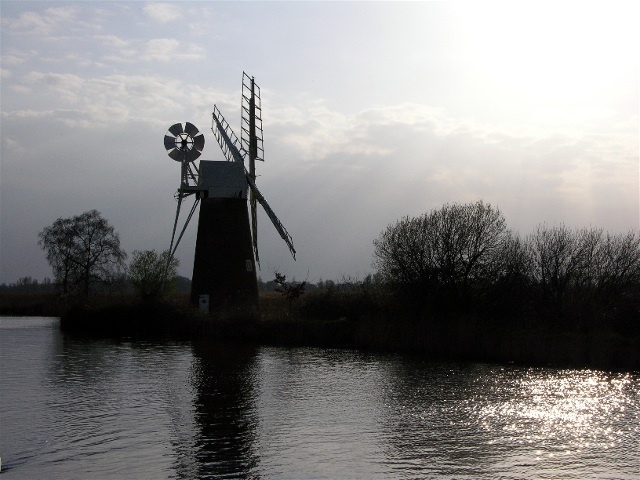
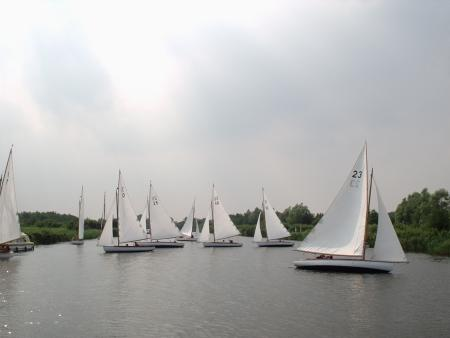
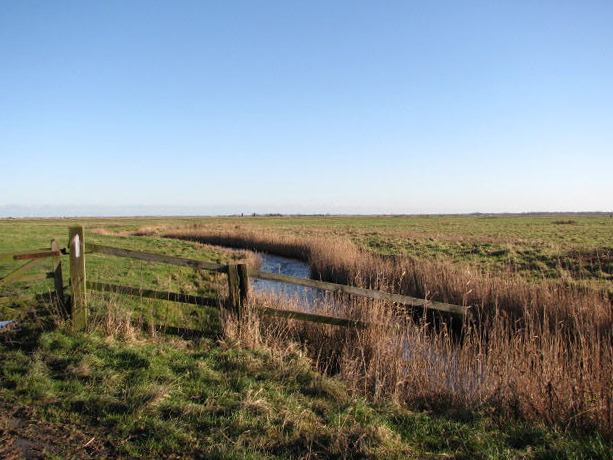
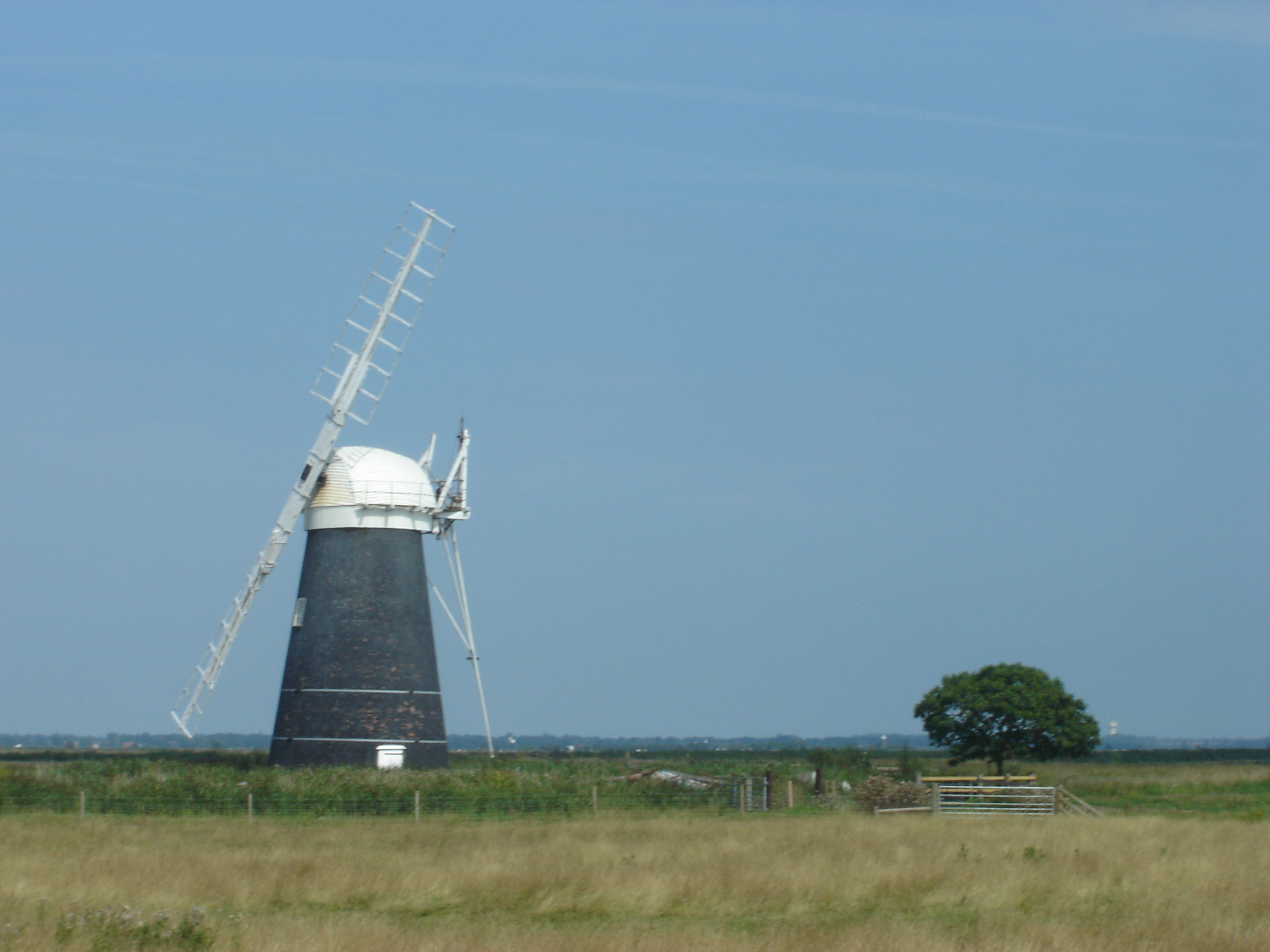
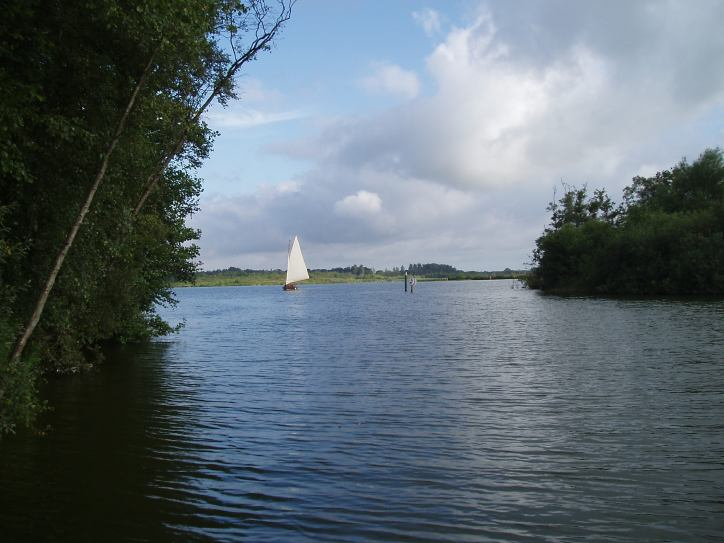